# Cologne (rivière)
Pour les articles homonymes, voir Cologne (homonymie).
La Cologne est une rivière des Hauts-de-France, affluent de la Somme située dans le nord-est du département de la Somme (et du département de l'Aisne).

## Géographie
Elle prend sa source à Hargicourt dans l'Aisne à l'altitude de 113 mètres, à 500 mètres au sud de la Montagne Rouge (143 m), près des lieux-dits le chemin des Rateaux et la vallée du Bois du Brûlé.
Son confluent avec la Somme est sur le chef-lieu d'arrondissement de Péronne
 à l'altitude de 47 mètres. La Cologne a une largeur de cours d'eau entre 0,5 et 3 m de large.

### Départements et communes traversées
Après avoir pris sa source dans l'Aisne à Hargicourt, la Cologne traverse dans le département de la Somme, et dans le sens descendant, de la source vers son confluent, les communes de Templeux-le-Guérard, Roisel, Marquaix, Tincourt-Boucly, Buire-Courcelles, Cartigny, Doingt, Péronne,.

### Bassin versant
La Cologne traverse une seule zone hydrographique « Canal de la Somme l'écluse numéro 11 Froissy à l'écluse numéro 12 Méricourt » (E635).
Le bassin versant de la Cologne est de 159 km2.

### Organisme gestionnaire
L'organisme gestionnaire est l'AMEVA ou «syndicat mixte d'aménagement et valorisation du bassin de la Somme"». Un SAGE ou schéma d'aménagement et de gestion des eaux est en cours d'élaboration dans le cadre de la Haute Somme,.

## Affluent
La Cologne n'a pas d'affluent contributeur référencé connu.
Cependant le Plan Départemental pour la protection du milieu aquatique et la Gestion des ressources piscicoles de la Somme, concernant le Cologne, signale :
- la Longue Viole (rg[note 2]) 1,8 km sur les deux communes de Roisel et Marquaix.
- la Rivièrette (rg) 1 km sur les deux communes de Doingt et Buire-Courcelles.

### Rang de Strahler
En conséquence le rang de Strahler de la Cologne est de deux.

## Hydrologie
Son régime hydrologique est dit pluvial océanique.

### La Cologne à Doingt

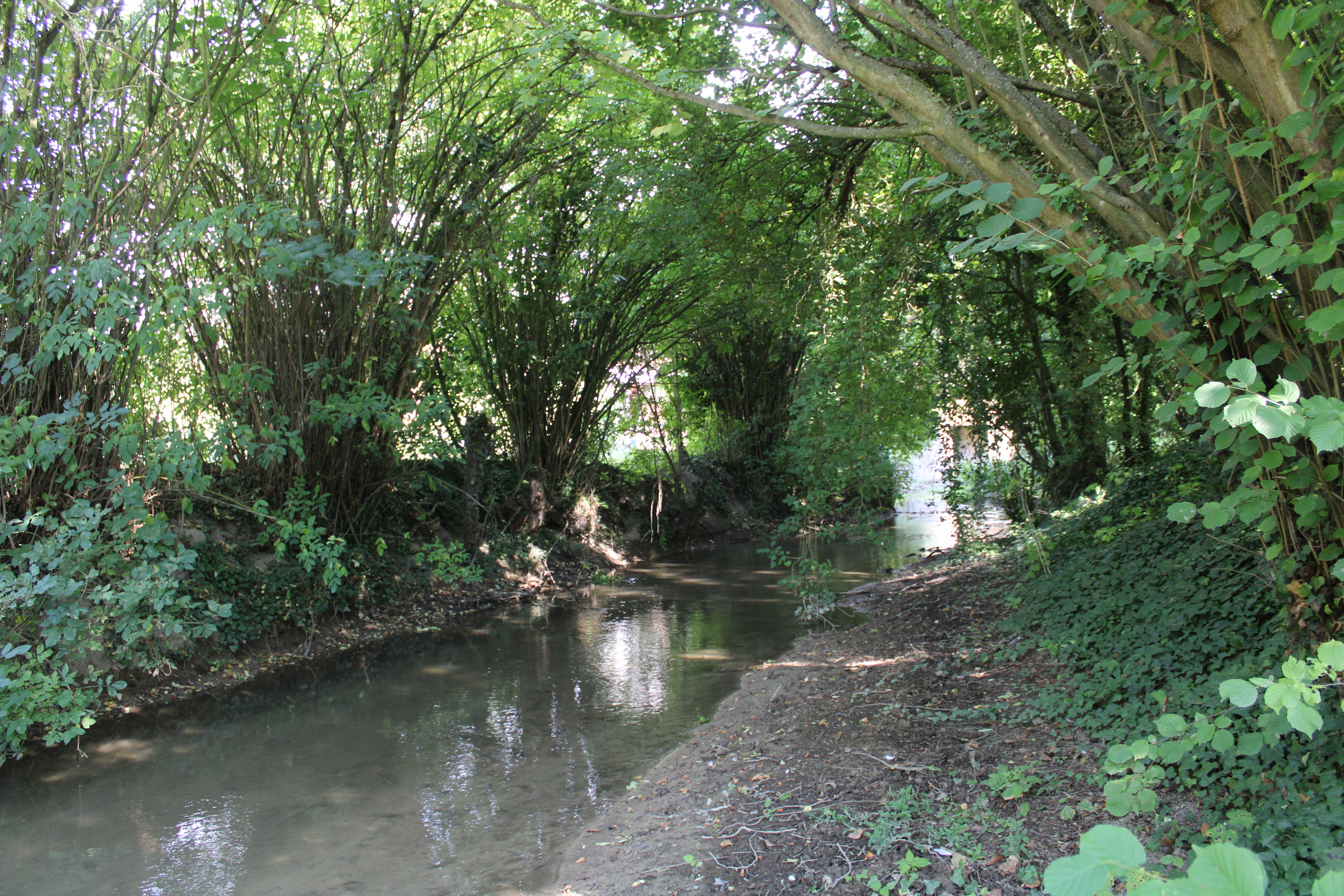
La Cologne à Doingt pendant la sécheresse en août 2022.

Le module de la Cologne est de 0,6 m3/s à Doingt selon le BRGM de 1962 à 1975 avec un débit à l'étiage de 0,251 m3/s (ou QMNA5).

## Aménagements et écologie
La Cologne fait l'objet de plans de gestion des affluents en cours par le syndicat AMEVA
La Cologne est par ailleurs dans le périmètre du SVA - Syndicat de la Vallée des Anguillières.
La Cologne fait aussi l'objet d'entretien, toute l'année, par des tronçonnages et des débroussaillages des berges, par l'association Rivières Haute Somme, ainsi que quatre affluents de la Somme : l'Omignon, l'Ingon, la Tortille et la Germaine.

### Écologie
La Cologne est un cours d'eau de première catégorie. Une ZNIEFF N°0426.0000 au Bois de Buire est référencée. Le PDPG80 du 15 décembre 2008 envisage la restauration des milieux aquatiques à l'horizon 2015 et préconise des aménagements afin d'améliorer la qualité hydro morphologique des cours d'eau avec notamment la restauration de la dynamique fluviale et de la continuité écologique, soit par la renatuartion de tronçons de rivière, soit par l'édification de passes à poissons.